# Couronne obsidionale

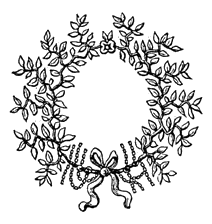
Représentation de la couronne obsidionale (v. 1885)

La couronne obsidionale (en latin corona obsidionalis, « couronne de siège ») ou germinale (corona graminea) est la plus haute distinction militaire de la Rome antique. Son nom vient du substantif obsidio, qui désigne un siège en temps de guerre. Elle était décernée 
à l'officier dont l'action avait permis de sauver tout ou partie de l'armée romaine, notamment en forçant un blocus ou en repoussant des assiégeants.
La couronne obsidionale se composait de végétaux issus du champ de bataille : de l'herbe, des fleurs et des céréales, en particulier du blé,,.